# Бутлеров, Александр Михайлович (Георгиевский кавалер)
Александр Михайлович Бутлеров (1879—1913) — офицер Российского императорского флота, участник Русско-японской войны, вахтенный начальник канонерской лодки «Кореец», участник боя у Чемульпо, Георгиевский кавалер, старший лейтенант.

## Биография
Бутлеров Александр Михайлович родился 5 октября 1879 года. Окончил Морской кадетский корпус, 6 мая 1901 года произведён в мичманы. Назначен для прохождения службы в Сибирскую флотилию. В 1903 году служил вахтенным начальником на транспортном судне «Камчадал», которое состояло в отделении транспортов отряда Владивостокского порта. 31 декабря 1903 года назначен вахтенным начальником на канонерскую лодку «Кореец».

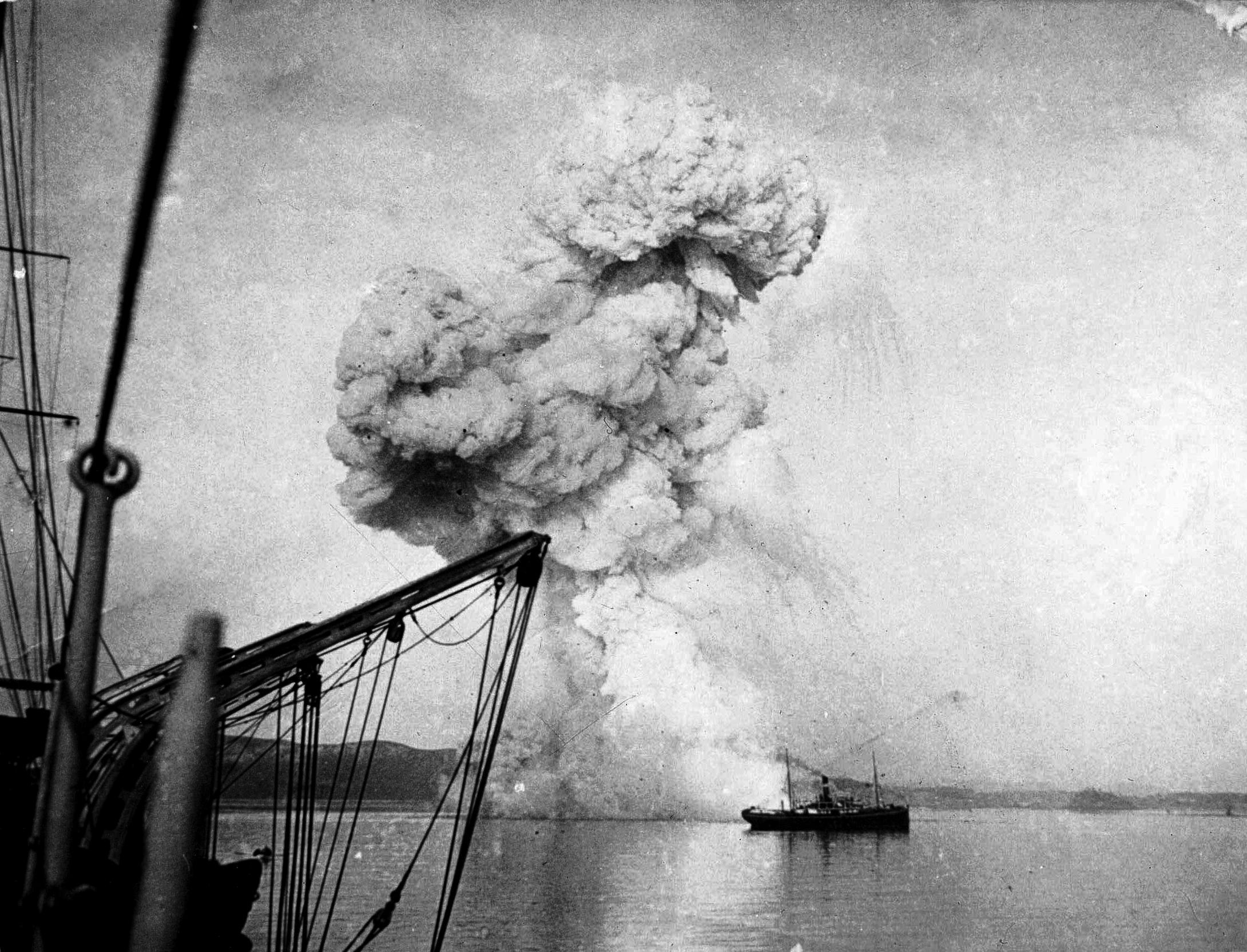
Подрыв «Корейца». 1904 г.

В самом начале Русско-японской войны 1904—1905 годов крейсер 1-го ранга «Варяг» и канонерская лодка «Кореец» находились в нейтральном корейском порту Чемульпо. 27 января (9 февраля) 1904 года они приняли неравный бой у Чемульпо с кораблями японской эскадры. Весь экипаж лодки проявил храбрость и самоотверженность во время боя. Чтобы не допустить захвата корабля японцами, мичман Бутлеров вместе с лейтенантом Левитским, младшим инженер-механиком Франком и несколькими нижними чинами, вызвались охотниками для организации взрыва корабля. После того как «Кореец» был взорван на рейде Чемульпо, экипаж канонерской лодки на крейсере «Паскаль» был доставлен в Сайгон, а позже вернулся в Россию.
За отличие в бою с японской эскадрой 23 февраля 1904 года высочайшим приказом мичман Бутлеров был награждён орденом Святой Анны 4-й степени с надписью «За храбрость», а 16 апреля 1904 года — орденом Святого Георгия 4-й степени за бой «Варяга» и «Корейца» с эскадрой адмирала Уриу.
6 декабря 1905 года был произведён в лейтенанты. Продолжал службу на флоте, в 1905—1906 годах служил вахтенным офицером на бронепалубном крейсере «Диана». В 1907 году состоял во 2-м флотском экипаже Балтийского флота, 6 декабря того же года награждён орденом Святого Станислава 3-й степени. В 1911 году произведён в старшие лейтенанты. Служил на Черноморском флоте, на 1913 год был старшим офицером минного транспорта «Дунай».
27 марта 1913 года в Севастополе Бутлеров был тяжело ранен в грудь навылет на дуэли с инструктором школы авиации, штабс-капитаном Преображенского полка С. И. Виктор-Берченко, которого оскорбил из-за нервного срыва. Доставлен в морской госпиталь, где умер 30 марта 1913 года. Исключен из списков 7 апреля 1913 года (высочайший приказ № 1179).